# Aphelandra stephanophysa
Aphelandra stephanophysa é uma espécie de planta da família Acanthaceae, que é nativa da vegetação da Mata Atlântica, do Brasil. Esta planta é citada na Flora Brasiliensis por Carl Friedrich Philipp von Martius.